# Buxières-sous-les-Côtes
 Buxières-sous-les-Côtes  là một xã thuộc tỉnh Meuse trong vùng Grand Est đông nam nước Pháp. Xã này nằm ở khu vực có độ cao trung bình 275 mét trên mực nước biển.